# Fatale (Album)
Fatale ist das zweite Album der
deutschen Heavy-Metal-Band The Night Eternal.

## Entstehung
Für das Debütalbum Moonlit Cross erhielt die Band von verschiedenen Fachzeitschriften gute bis sehr gute Bewertungen. So wurde es beispielsweise von Deaf Forever als Album des Monats ausgezeichnet. Eigenen Angaben zufolge habe man für das zweite Album keinen Druck von außen wahrgenommen, sich selbst aber auferlegt, „düsterer und gleichzeitig melodiöser“ zu werden, „mehr Heavy Metal“ zu sein und „gleichzeitig den klassischen Rocksound immer durchschimmern“ zu lassen. Im Frühjahr 2022 steuerte die Band dann perspektivisch auf die Produktion zu und einigte sich mit Marco Brinkmann (Produzent) und Arthur Rizk (Mastering), den Aufnahmeprozess zu begleiten.
Ende Mai 2023 veröffentlichte die Band vorab ein Musikvideo zum Stück In Tartarus, Anfang Juli folgte als zweite Single das Lied Prince of Darkness. Veröffentlichungstermin des Albums war dann der 14. Juli 2023. Anders als beim Vorgänger zeichnete ausschließlich Ván Records für die physischen Tonträgerformate verantwortlich.

## Covergestaltung
The Night Eternal – Fatale

Link zum Bild

Das gezeichnete Cover zeigt in der Bildmitte eine körperlos erscheinende Gestalt in einem roten Kapuzenumhang. Sie ist mit geöffneten, halb erhobenen Armen dem Betrachter zugewandt. In der Kapuze ist Leere statt eines Gesichts zu sehen und dem Anschein nach ist der Umhang mit dem Nebel gefüllt, der sich unter der Gestalt sammelt. Der Hintergrund ist weitgehend schwarz gehalten und vermittelt den Eindruck eines Sternenhimmels. Das in rot gehaltene Bandlogo ist oben links platziert, der Albumtitel oben rechts.

## Titelliste
| # | Titel               | Länge | Autoren                   |
| - | ------------------- | ----- | ------------------------- |
| 1 | In Tartarus         | 4:42  | Ricardo Baum, Rob Richter |
| 2 | Prince of Darkness  | 5:12  | Ricardo Baum, Rob Richter |
| 3 | We Praise Death     | 5:35  | Ricardo Baum, Rob Richter |
| 4 | Ionean Sea          | 5:41  | Ricardo Baum, Rob Richter |
| 5 | Stars Guide My Way  | 4:26  | Ricardo Baum, Rob Richter |
| 6 | Run With the Wolves | 5:26  | Ricardo Baum, Rob Richter |
| 7 | Prometheus Unbound  | 4:47  | Ricardo Baum, Rob Richter |
| 8 | The Requiem         | 1:33  | Rob Richter               |
| 9 | Between the Worlds  | 4:54  | Ricardo Baum, Rob Richter |

## Musikalische Aspekte
Aus der Sicht von Andreas Schulz (Deaf Forever) ist die Musik auf dem Album „düsterer Heavy Metal“, der ein wenig melodischer als auf dem Debütalbum ausfalle, „ohne dass die Band dadurch jedoch an Härte einbüßen würde“. Ludwig Krammer von der deutschen Fachzeitschrift Rock Hard bezeichnet das Album als „pure Ekstase für Aficionados von Ausnahmebands wie Tribulation, Unto Others, Night, In Solitude oder auch The Devil’s Blood“.

## Rezeption
| Professionelle Bewertungen | Professionelle Bewertungen |
| -------------------------- | -------------------------- |
| Kritiken                   |                            |
| Quelle                     | Bewertung                  |
| Powermetal.de              | [ 6 ]                      |
| Deaf Forever               | [ 4 ]                      |
| Rock Hard                  | [ 5 ]                      |
| Metal Hammer               | [ 7 ]                      |

In Ausgabe 4/23 des Musikmagazins Deaf Forever erreichte das Album – wie schon der Vorgänger – die Spitze des monatlichen Soundchecks. Darüber hinaus errang es – gemeinsam mit Ghost at the Gallows von Spirit Adrift – den ersten Platz des Soundchecks im Rock Hard.